# Бірліцький сільський округ (Балхаський район)
Бірлі́цький сільський округ (каз. Бірлік ауылдық округі, рос. Бирликский сельский округ) — адміністративна одиниця у складі Балхаського району Алматинської області Казахстану. Адміністративний центр та єдиний населений пункт — село Бірлік.
Населення — 1893 особи (2021; 2206 у 2009, 1920 у 1999, 2172 у 1989).
Станом на 1989 рік існувала Бірліцька сільська рада (село Бірлік).

## Склад
До складу округу входять такі населені пункти:
| Населений пункт | Стара назва | Населення, осіб (1989) | Населення, осіб (1999) | Населення, осіб (2009) | Населення, осіб (2021) |
| --------------- | ----------- | ---------------------- | ---------------------- | ---------------------- | ---------------------- |
| Бірлік, село    | -           | 2172                   | 1920                   | 2205                   | 1873                   |
| --Жармукаш      | -           | -                      | -                      | 1                      | 8                      |
| --Толкинбекова  | -           | -                      | -                      | -                      | 12                     |